# Katie Couric
Katherine Anne "Katie" Couric (7 de gener de 1957) és una periodista nord-americana que es va fer coneguda com la copresentadora del programa Today de la NBC. El 2006, va fer un publicitat canvi de la NBC a la CBS i el 5 de setembre de 2006 es va convertir en la primera presentadora dona única en un programa de notícies d'una de les tres cadenes de televisió principals dels Estats Units. Fins a juny de 2011 va ser la presentadora i editora de CBS Evening News, havent reemplaçat Bob Schieffer el 5 de setembre de 2006. Schieffer va ser el presentador interí després de la partida de Dan Rather el 9 de març de 2005. Couric va deixar el lloc de presentadora de CBS Evening News al maig de 2011 i fou reemplaçada per Scott Pelley a partir del 6 de juny.

## Biografia

### Carrera

#### Today, a NBC
De 1991 a 2006, Katie Couric va presentar la revista Today, l'emissió matinal de la cadena americana NBC.

#### CBS Evening News, a CBS
El 5 de setembre de 2006, esdevé la primera dona a presentar un gran informatiu del vespre sola, el CBS Evening News, en una cadena nacional americana. El presenta fins al juny de 2011.
Katie Couric des de llavors destaca per les seves entrevistes sense giragonses i sense complexos, sobretot amb la colíder de John McCain a l'elecció presidencial americana de 2008, Sarah Palin.
Katie Couric serà l'única dona a presentar en solo un dels informatius televisats més mirats al món fins al desembre de 2009, data en la qual Diane Sawyer esdevé la presentadora d'ABC World News.
Al mes de maig 2011, Couric anuncia en el transcurs d'una edició del seu informatiu que abandonarà CBS per anar a la xarxa ABC on animarà una revista d'informació.

### Rànquing
L'any 2007, és classificada com la 63a dona més poderosa al món per la revista Forbes.

### Aparicions a films i de les sèries
A l'episodi 9 de la temporada 11 de South Park « Gros Caca », la unitat per mesurar els excrements humans és el « Katie Couric », al·lusió evident a la periodista.
Va posar també la seva veu al personatge Katie Current al film L'Espantataurons.
Fa el seu propi paper a Will and Grace (temporada 5 episodi 8)
El 6 de febrer de 2011 apareix en un episodi de Glee on fa el seu propi paper. Confessa llavors ser una verdadera GLEEK.
L'any 2014, apareix a la sèrie Pawn Stars, a l'episodi Chum-Parazzi (temporada 12 - episodi 16). Compra un objecte de la botiga per un import de 12.000 dòlars.
L'any 2016, apareix al film Sully, on entrevista Tom Hanks interpretant el pilot Chesley Sullenberger en la seva emissió, com l'havia fet realment, l'any 2009, després de la seva gesta.